# Peter le Soare
Peter le Soare también Peter le Soore y Peter le Sore (fl. 1091) fue un caballero anglonormando, señor de Llanbedr-ar-Lai (Peterston), St. Fagans y Kelligarn. Fue uno de los doce caballeros de Glamorgan que acompañaron a Robert FitzHamon durante la conquista normanda de Gales. su linaje se mantuvo constante hasta el reinado de Enrique IV de Inglaterra, cuando Morris le Soore fue decapitado por Owain Glyndŵr durante la revuelta de 1400 contra Inglaterra, y su herencia de diseminó entre varios descendientes. La rama familiar de Backwell fueron aliados de los condes de Gloucester, en aquel tiempo el municipio se llamaba Backwell-le-Sore.

## Herencia
Se casó con Jane, hija de Sir William le Fleming of Saint George's. Fruto de esa relación nacieron varios hijos:
- Odo le Sore, señor de Odyn's Fee (Penmark);
- Jordan le Sore, vasallo del conde Guillermo de Gloucester (bajo la corona de Enrique II de Inglaterra), y responsable de 15 caballeros.
- Robert le Sore;
- William le Sore.